# Ga Bắc Giang
Ga Bắc Giang là một nhà ga xe lửa tại phường Bắc Giang, tỉnh Bắc Ninh. Nhà ga là một điểm của đường sắt Hà Nội - Đồng Đăng và nối với ga Sen Hồ với ga Phố Tráng.